# Thomas Randolph (diplomatico)
Sir Thomas Randolph (Badlesmere, 1523 – Londra, 8 giugno 1590) è stato un diplomatico e politico britannico.

## Biografia
Studiò al college Christ Church di Oxford e conseguì un Bachelor of Arts nell'ottobre del 1545. Quindi, dovette fuggire dall'Inghilterra durante le persecuzioni anti-protestanti di Maria la Sanguinaria (1533) e si rifugiò in Francia.
Quando Elisabetta I divenne regina, tornò in Inghilterra e divenne ambasciatore in Germania. Svolse una missione in Scozia (1559-1562) e lì negoziò il matrimonio di Maria Stuarda con Robert Dudley (1563).
Nel giugno 1568 venne inviato in Russia per stabilire un accordo commerciale con Ivan il Terribile. Fece quindi nuove missioni in Francia (1573-1576) e Scozia (1578-1586).
Membro del Parlamento di New Romney (1558), Maidstone (1584, 1586 e 1589), Grantham (1559) e St Ives (1558 e 1572), divenne nel 1566 Postmaster General of the United Kingdom e, nel 1572 Chambellan de l'Echiquier, incarichi che manterrà fino alla morte.